# Helige Nikolaus katedral
Helige Nikolaus katedral eller St. Nikolaos katedral (finska: Pyhän Nikolaoksen katedraali) är en finsk-ortodox katedral belägen i Kuopio, Finland. Katedralen tilhör Kuopios och Karelens ortodoxa stift inom den ortodoxa kyrkan i Finland.
Kyrkan är ritad av byggmästaren Aleksanden Isakson (1866 - 1924) och den invigdes 3 januari 1904 av ärkebiskop Nikolaj. Kyrkan liknar tegelbyggda garnisonskyrkor från samma tid, men den är byggd av trä, kyrkans bärande konstruktioner och innertak är av trä. Kyrkan är rektangulär långkyrka, med västtorn och i öst en halvrund absid för altaret. Ovanför altaret är en mindre lökkupol.
Kyrkans ikonostas är tillverkad i Sankt Petersburg, Ryssland och kyrkan har sex kyrkklockor.
Efter andra världskriget blev Kuopio säte för Finlands ortodoxa kyrka. Ortodoxa kyrkostyrelsens kansli placerades i Kuopio och kyrkan blev således en katedral och ärkebiskopens kyrka. Sedan år 2020 är kyrkan katedral för Kuopios och Karelens stift.
Kyrkan har genomgått en omfattande renovering senast under åren 2003 - 2004, och kyrkan vigdes på nytt av ärkebiskop Leo 12. 9. 2004.

## Bilder

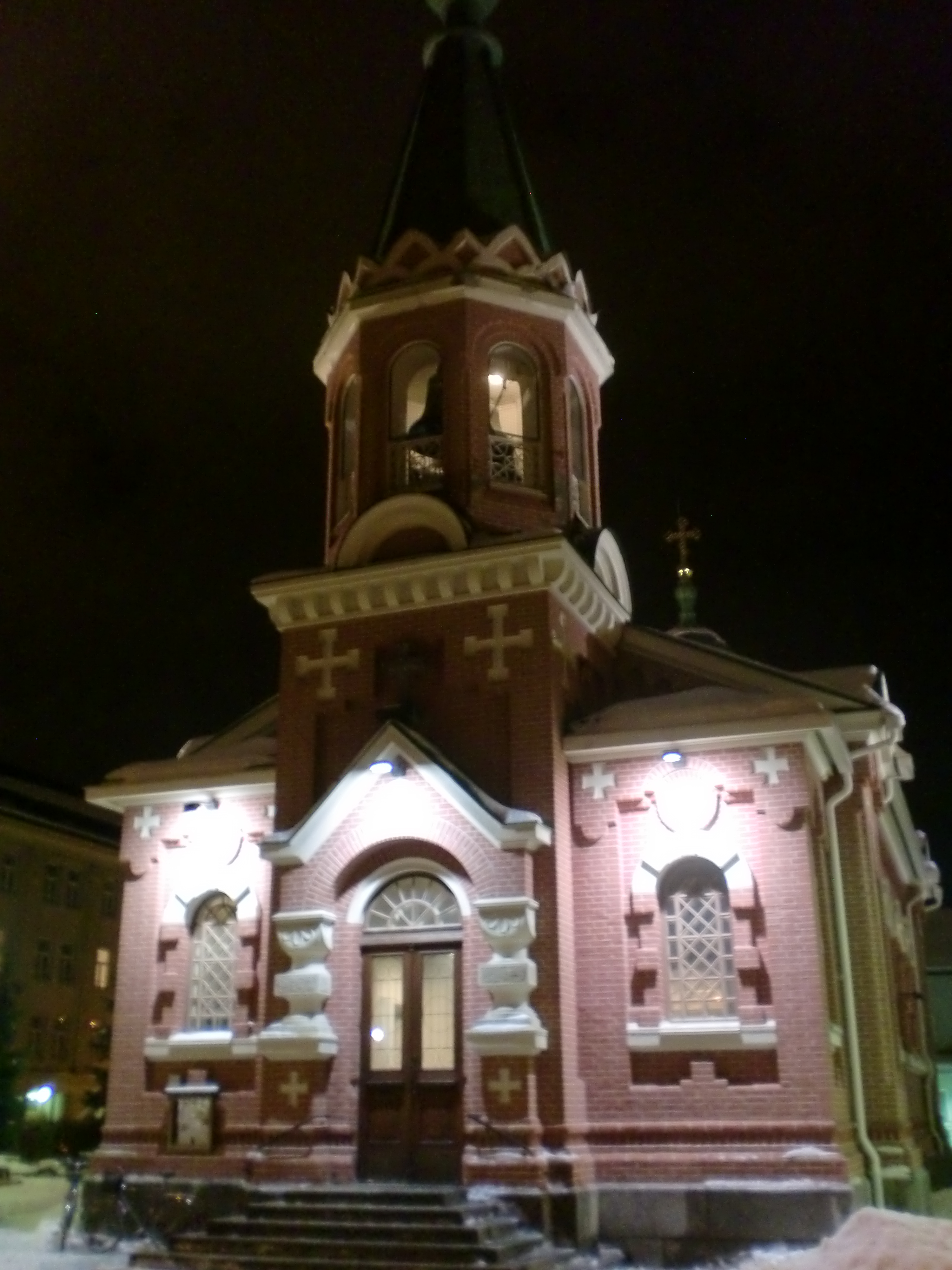
Katedralen under nattetid.
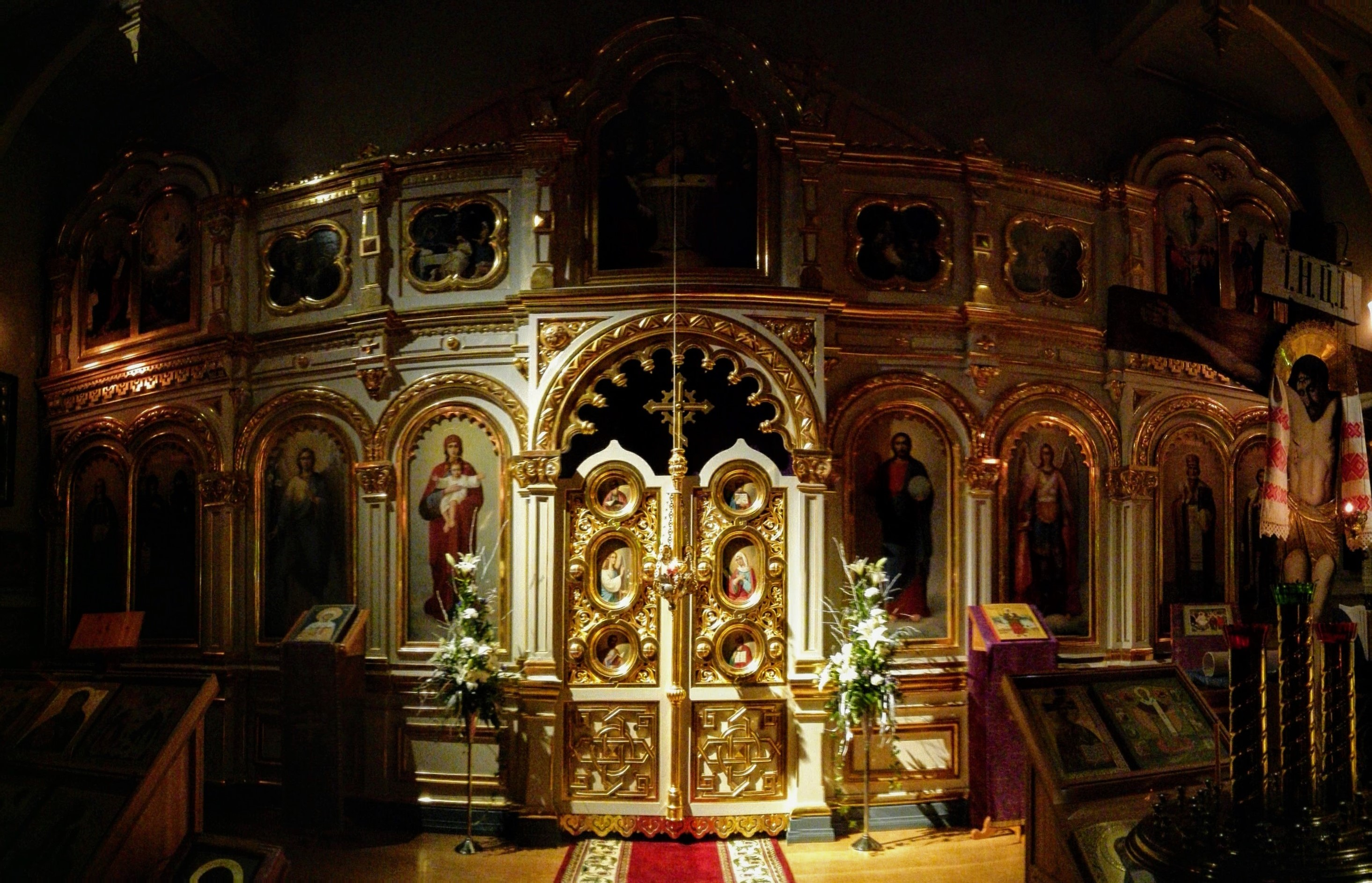
Ikonostasen.